# Němčičky (okres Břeclav)
Němčičky (německy Klein Niemtschitz) jsou obec v okrese Břeclav v Jihomoravském kraji. Obcí protéká Němčický potok. Žije zde 755 obyvatel. Obec se nachází v údolí v západní části Ždánického lesa v nadmořské výšce 247–312 metrů, leží deset kilometrů od hustopečského nájezdu na dálnici D2.
Němčičky jsou obcí s bohatou vinařskou historií. Nachází se ve Velkopavlovické vinařské podoblasti. Důležitost tohoto odvětví dokazuje již první zmínka o obci z roku 1349, která pojednává o prodeji vinice. K rozvoji vinařství zde zřejmě zasáhli také Habáni, kteří měli v obci kolem roku 1560 svůj společný dům. Obec je součástí Svazku obcí Modré Hory a Mikroregionu Hustopečsko.

## Název
Název se v psaných dokladech vyvíjel od varianty Nyempczicz (1349), Paruo Nemczicz (1350), Parvo Nempczicz (1365), Nemczicz (1368), Nyemcziczky (1412), Niemcžicky Hornij (1592), Niemcziczky (1609), Ober Niemtschitz (1673), Klein Nemschitz (1720), Klein Niemtschitz a Horní Němčičky (1749), Klein Niemtschitz, Niemciczký a Malj Němczize (1846), Klein Niemtschitz a Malé Němčice (1872), Horní Němčičky (1881), Klein Němčitz a Němčičky (1893), Němčičky (1924). Přívlastek Malé a zdrobnělina sloužily k odlišení od nedalekých Velkých Němčic. Část vsi, která náležela k Morkůvkám, nesla přívlastek Horní (ten byl občas – naposledy koncem 19. století – vztahován na celou vesnici), část vsi náležející zábrdovickému klášteru měla přívlastek Dolní nebo Prašivé. Místní jméno bylo odvozeno od osobního jména Němek nebo Němec, které mohlo a nemuselo označovat toho, kdo mluvil německy. Význam místního jména byl "Němkovi/Němcovi lidé".

## Historie
První písemná zmínka o obci pochází z roku 1349 v zemských deskách olomouckých. Je zde zmíněn název obce Nyempczicz. První historicky doložení majitelé obce byli Čeněk a Levík, páni z Boleradic. Levík, kterému se říkalo také Těmík, změnil roku 1350 svůj přídomek a od té doby se vždy podepisoval jako Levík z Němčiček. Tentýž rok získal Levík také díl obce Morkůvky. To znamenalo, že obě obce měly od roku 1350 až do pádu feudalismu stejného pána. Jeden z pozdějších pánů Němčiček a Morkůvek byl Levíkův syn Crha z Němčiček.
V dalších stoletích vládli Němčičkám různé šlechtické rody. Velmi významní byli v letech 1433–1490 vladykové ze Zástřizl: roku 1433 získali obec tři bratři – Ondřej, Václav a Jan z Chvalkovic, řečení ze Zástřizl. Poté se stali pány Němčiček Jan Mléčko ze Zástřizl a na Hluku a vdova Anna z Tvorkova. Dcera Jana Mléčky, Eliška, se roku 1490 provdala za Jana z Potnštejna. Ten se později stal spolumajitelem Němčiček. Když Jan z Potnštejna zemřel, odkázala vdova Eliška roku 1519 obec svým čtyřem synům: Václavovi, Zdeňkovi, Burianovi a Hynkovi.
Po roce 1542 proběhlo tzv. střídavé období, to proto, že se majitelé často střídali. Nejdříve Němčičky patřily pánům z Pernštejna a poté Brnu. Následně se stal majitelem obce Pertolt z Lipé, nejvyšší maršálek království českého. Pak Němčičky patřily pánům z Boskovic a nakonec Čeňkovi z Lipé, jenž připojil obec ke svému hodonínsko-pavlovickému panství. Po bitvě na Bílé hoře se stali pány Němčiček Žampachové z Potštejna, poté hrabě Fridrich z Oppersdorfu, dále kníže Jan Adam z Lichtenštejna a nakonec hrabě Jan Czobor. V následujících letech, od roku 1762 do roku 1918, patřily Němčičky císařské rodině. Podle pověsti byl někdy na konci 19. století nalezen v domě č. 25 poklad z třicetileté války. Část pokladu byla dána k zaplacení nových varhan do kostela Navštívení Panny Marie z roku 1678.
V období první světové války v letech 1914–1918 bojovali občané obce na různých frontách. Nakonec ve válce zahynulo 23 němčičských rodáků. Také v letech 1939–1945 za druhé světové války obec opět bojovala. Nakonec byla dne 16. dubna 1945 osvobozena Rudou armádou. Dva dny před osvobozením, 14. dubna 1945 zahynul nedaleko kapličky u Větřáku na horním konci Němčiček Jan Schejbal, jenž byl postřelen německým vojákem.
V sedmdesátých letech 20. století byly v Němčičkách prováděny hluboké průzkumné vrty. Některé byly hlubší než 6 000 metrů. Současně je dolní část Němčiček spíše sportovním areálem. Nejnovější atrakce jsou minigolf, první sjezdovka a první bobová dráha (která již není v provozu) na jižní Moravě, které obec vlastní od roku 2009.

## Obyvatelstvo
Podle sčítání 1930 zde žilo v 192 domech 814 obyvatel. 802 obyvatel se hlásilo k československé národnosti a 3 k německé. Žilo zde 750 římských katolíků, 1 evangelík, 55 příslušníků Církve československé husitské a 1 žid.

### Struktura
Vývoj počtu obyvatel za celou obec i za jeho jednotlivé části uvádí tabulka níže, ve které se zobrazuje i příslušnost jednotlivých částí k obci či následné odtržení.
| Rok            | 1869 | 1880 | 1890 | 1900 | 1910 | 1921 | 1930 | 1950 | 1961 | 1970 | 1980 | 1991 | 2001 | 2011 | 2021 |
| -------------- | ---- | ---- | ---- | ---- | ---- | ---- | ---- | ---- | ---- | ---- | ---- | ---- | ---- | ---- | ---- |
| Počet obyvatel | 674  | 744  | 758  | 746  | 746  | 823  | 814  | 732  | 792  | 734  | 714  | 636  | 601  | 605  | 707  |
| Počet domů     | 154  | 159  | 162  | 170  | 173  | 174  | 192  | 204  | 202  | 201  | 203  | 245  | 244  | 234  | 280  |

## Obecní symboly
Znak a vlajka byly obci uděleny rozhodnutím předsedy Poslanecké sněmovny Parlamentu České republiky dne 4. června 1998.

## Společnost

### Sport
- koupaliště
- lyžařský vlek

## Pamětihodnosti

### Kostel Navštívení Panny Marie
Kostel Navštívení Panny Marie byl postaven v roce 1678 na místě starší stavby, která v témže roce zcela vyhořela. Je chráněn jako kulturní památka České republiky.

### Kaple
Na katastru obce se nacházejí tři kapličky. Jedna z nich se nazývá Poklona svatého Antonína. Jedná se o historickou stavbu z konce 18. století. 10 metrů od kapličky stál také větrný mlýn, který byl bohužel pro sešlost věkem zlikvidován. Kaplička však zůstala na místě, je od ní překrásný pohled na Bílé i Malé Karpaty, Kobylí, Vrbici, Bořetice, Velké Bílovice, Moravský Žižkov, Břeclav, Podivín, lednický minaret či valtickou Reistnu, Zaječí, svatý Kopeček u Mikulova, Klentnici, Pavlov, pálavská jezera, Strachotín, Hustopeče, Kurdějov i Horní Bojanovice. Za dobré viditelnosti uvidíme též poslední výběžky Malých Karpat-Vídeňské kopce.
Kaple svatého Floriána je rovněž druhá kaplička, jež se rozkládá v katastru Němčiček, která byla postavena koncem 18. století. Jde o kapličku svatého Floriána. Má hluboký výklenek s mříží, který je situován západním směrem.
Kaple Božského Srdce Páně je ze všech tří kapliček v katastru obce Němčičky nejmladší. Byla totiž postavena až v roce 1923. Uvnitř kaple lze vidět nádhernou sochu Božského Srdce Páně. Ta je postavena z carrarského mramoru v životní velikosti. Kaple je z venku uzavřena kovovou brankou. Stavba byla postavena z bílých cihel.

### Ostatní památky
- Hulatův sklep

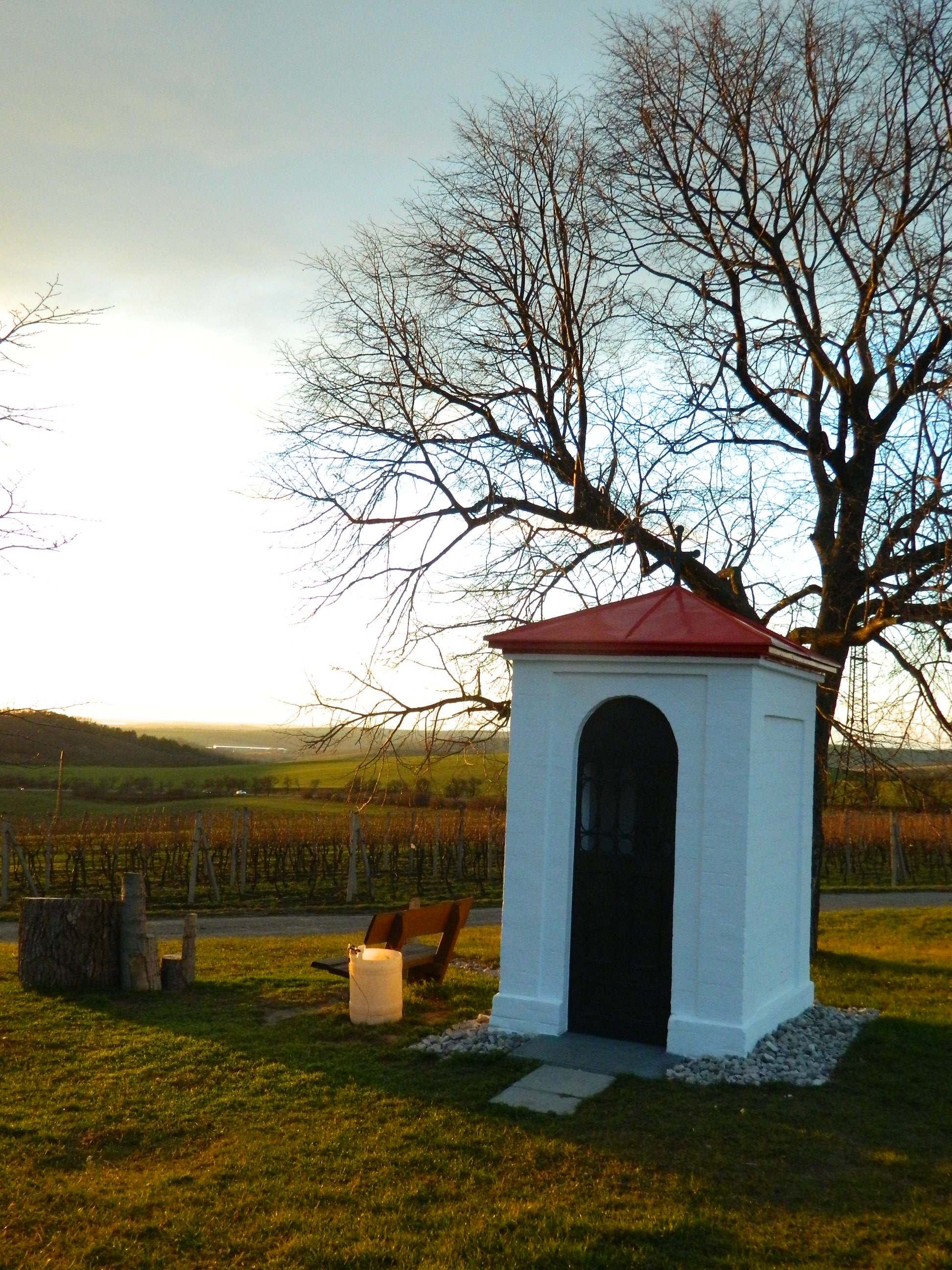
Kaple Němčičky

- Památník na místě bývalého hřbitova jako vzpomínka na němčičské rodáky zemřelé za první a druhé světové války
- Schejbalův památník
- Kaple svaté Ludmily se sochou
- Vinný sklep – lisovna se sýpkou
- Přírodní památka Horní ochozy

## Galerie

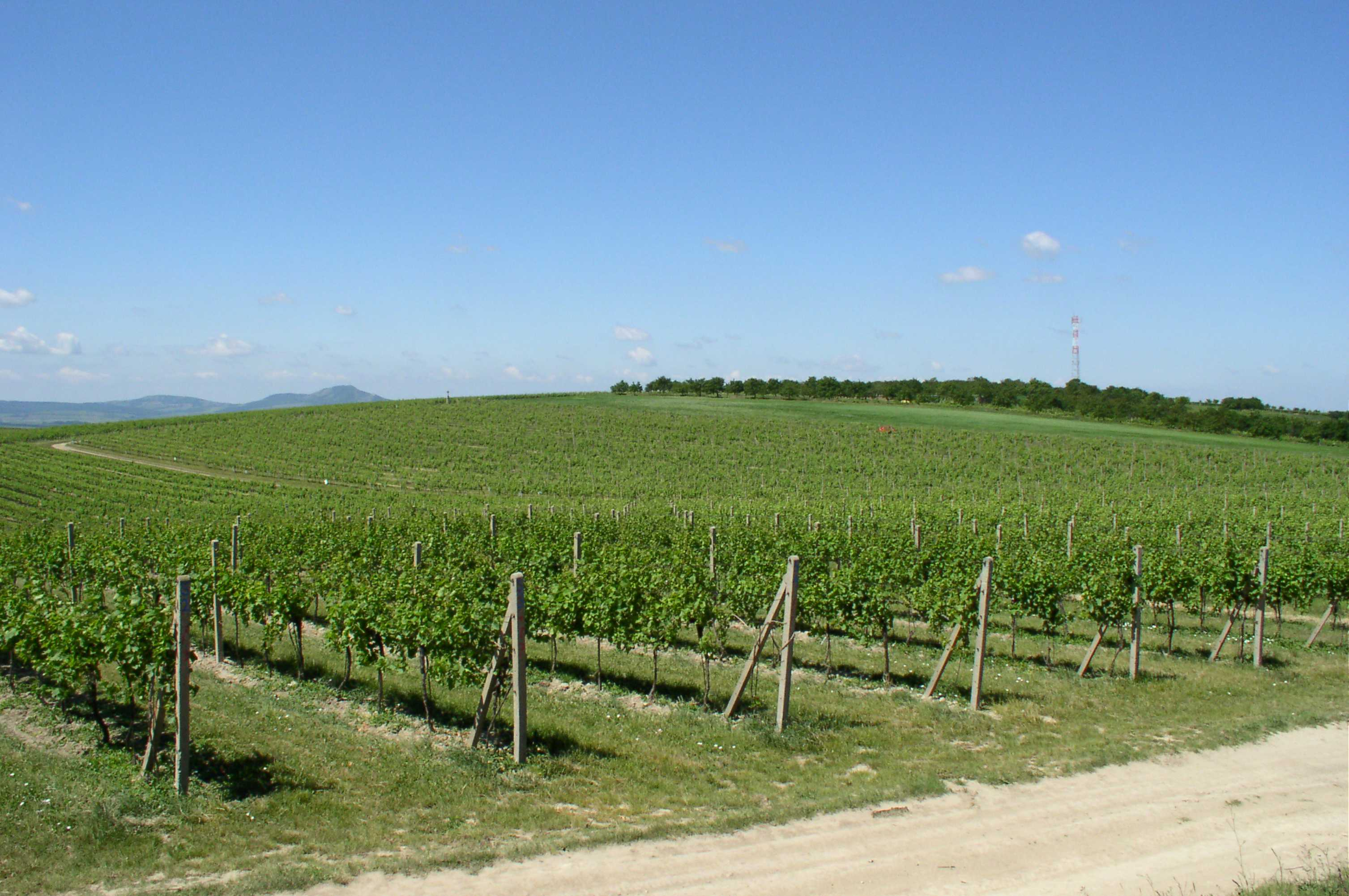
vinice Nové Hory – Němčičky před výstavbou RD – pohled od "Větřáka", tedy z míst, kde stával větrný mlýn Františka Komárka

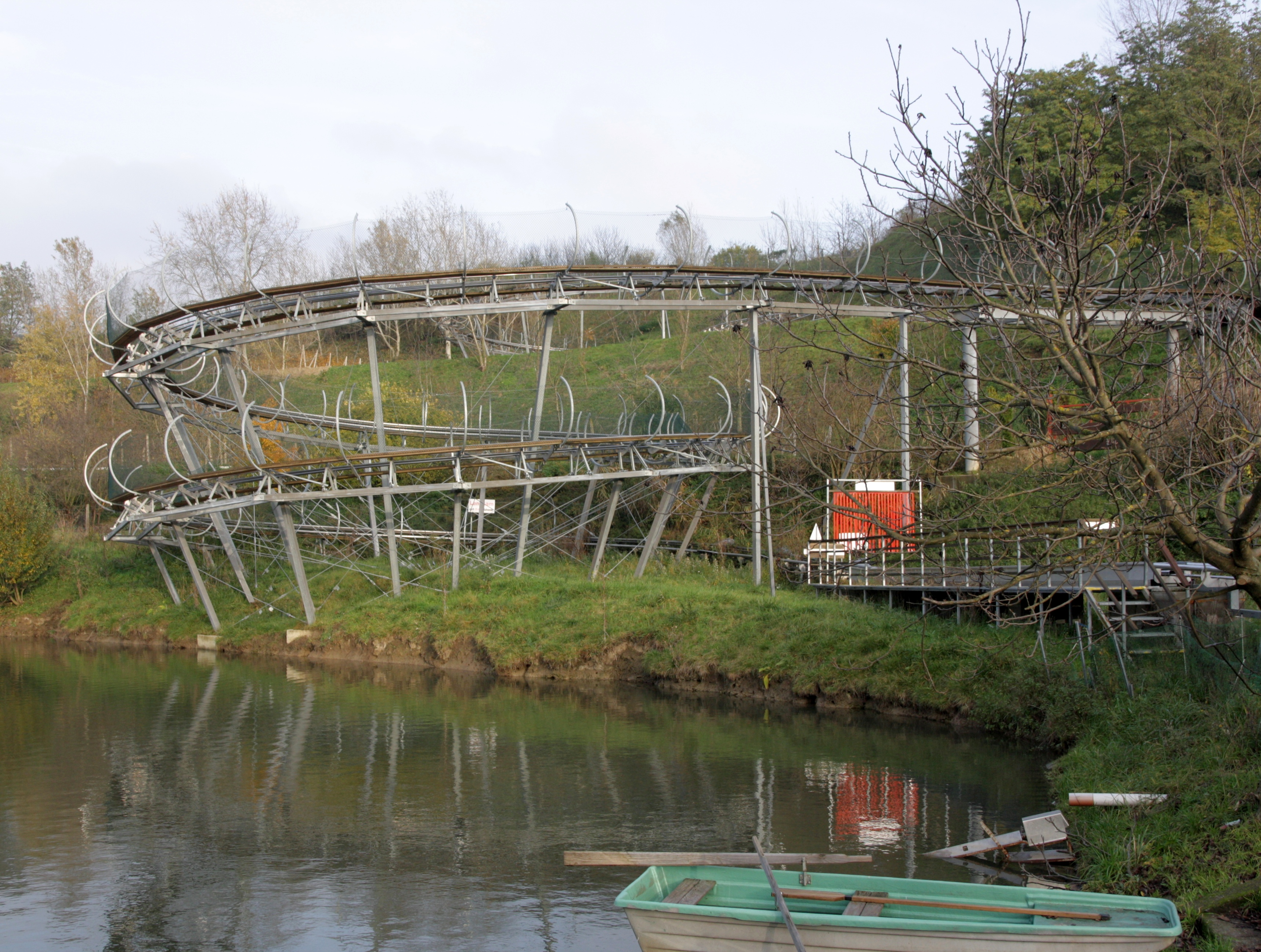
bobová dráha
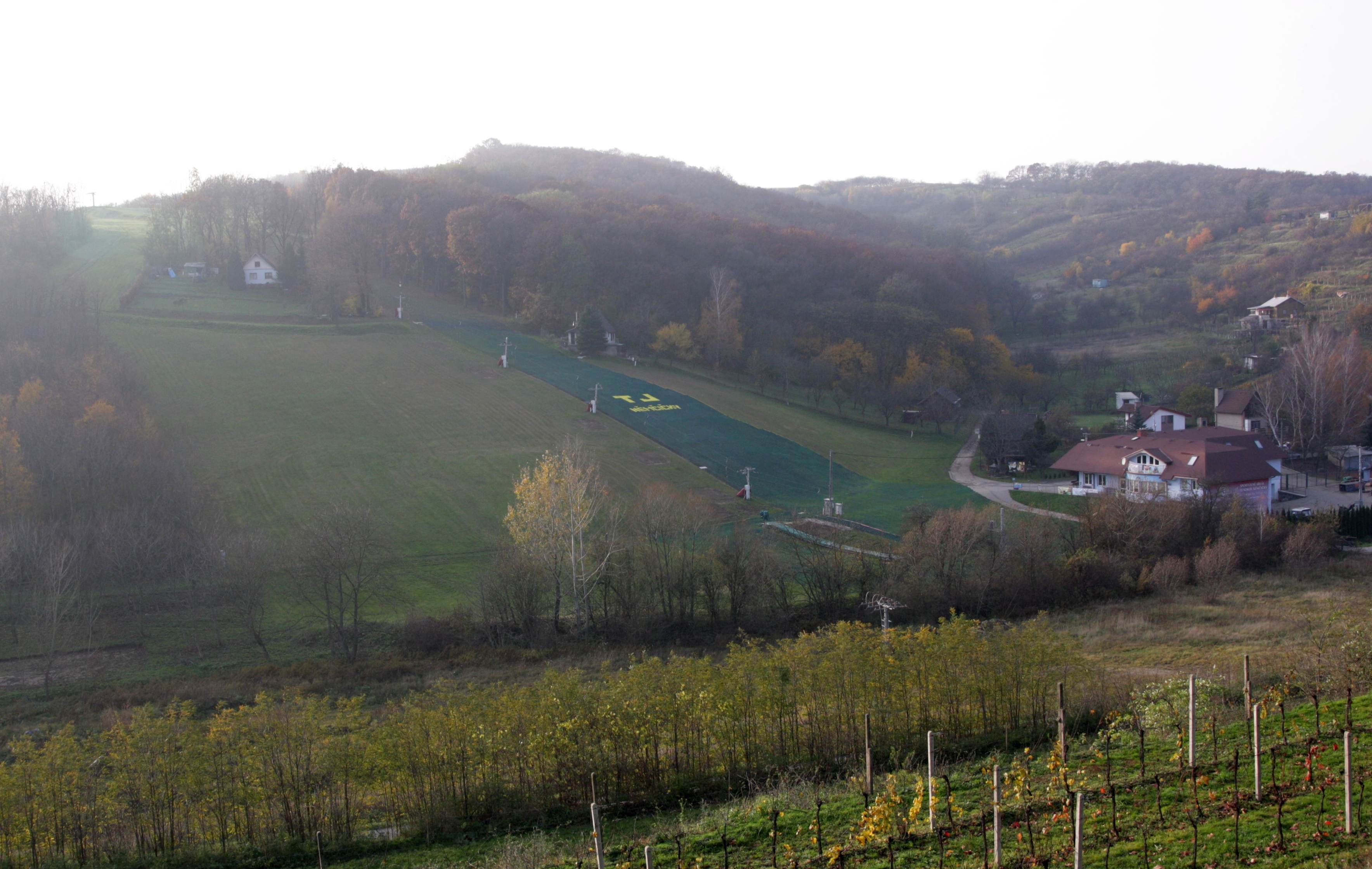
lyžařský svah
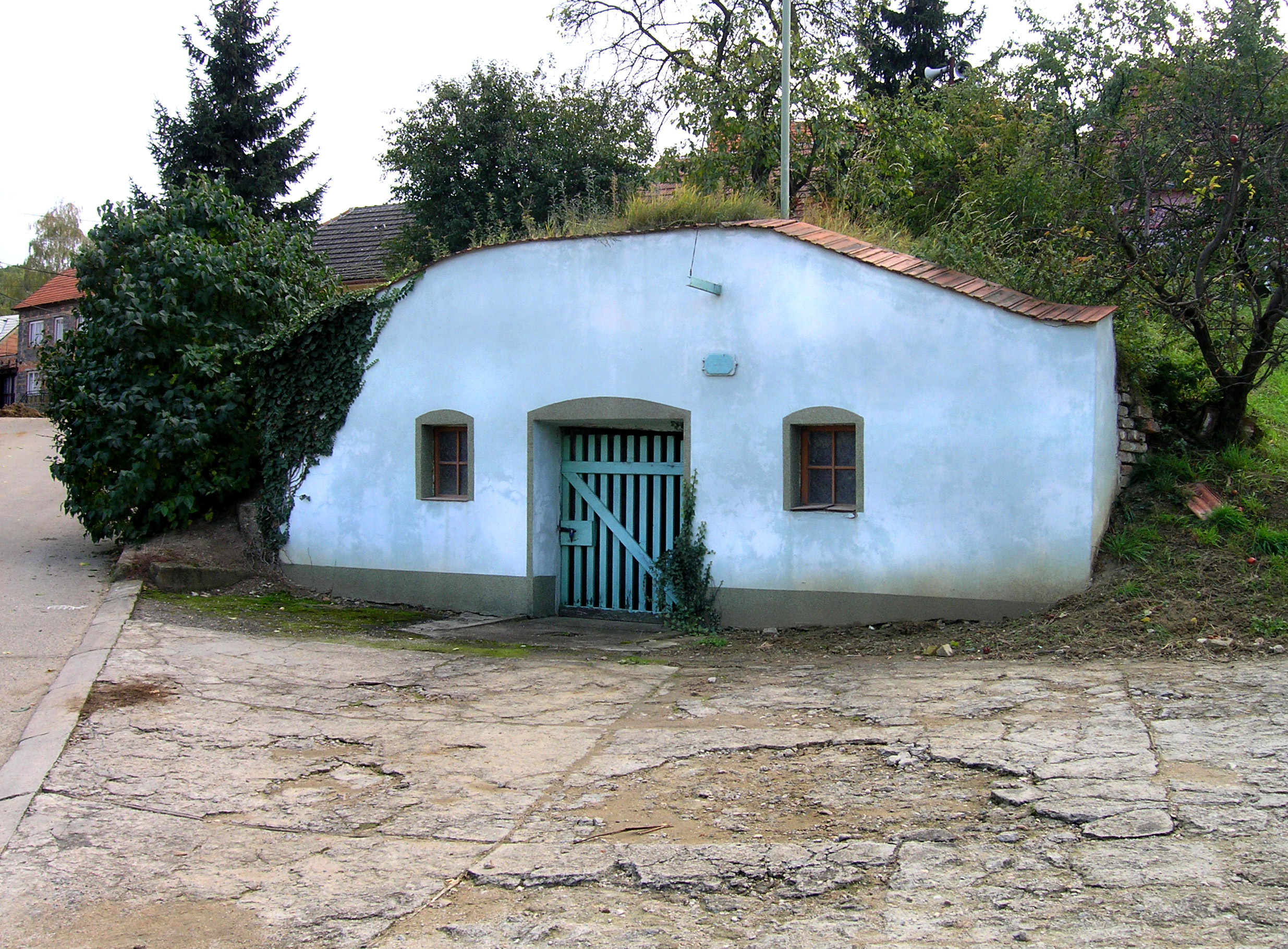
Vinný sklep
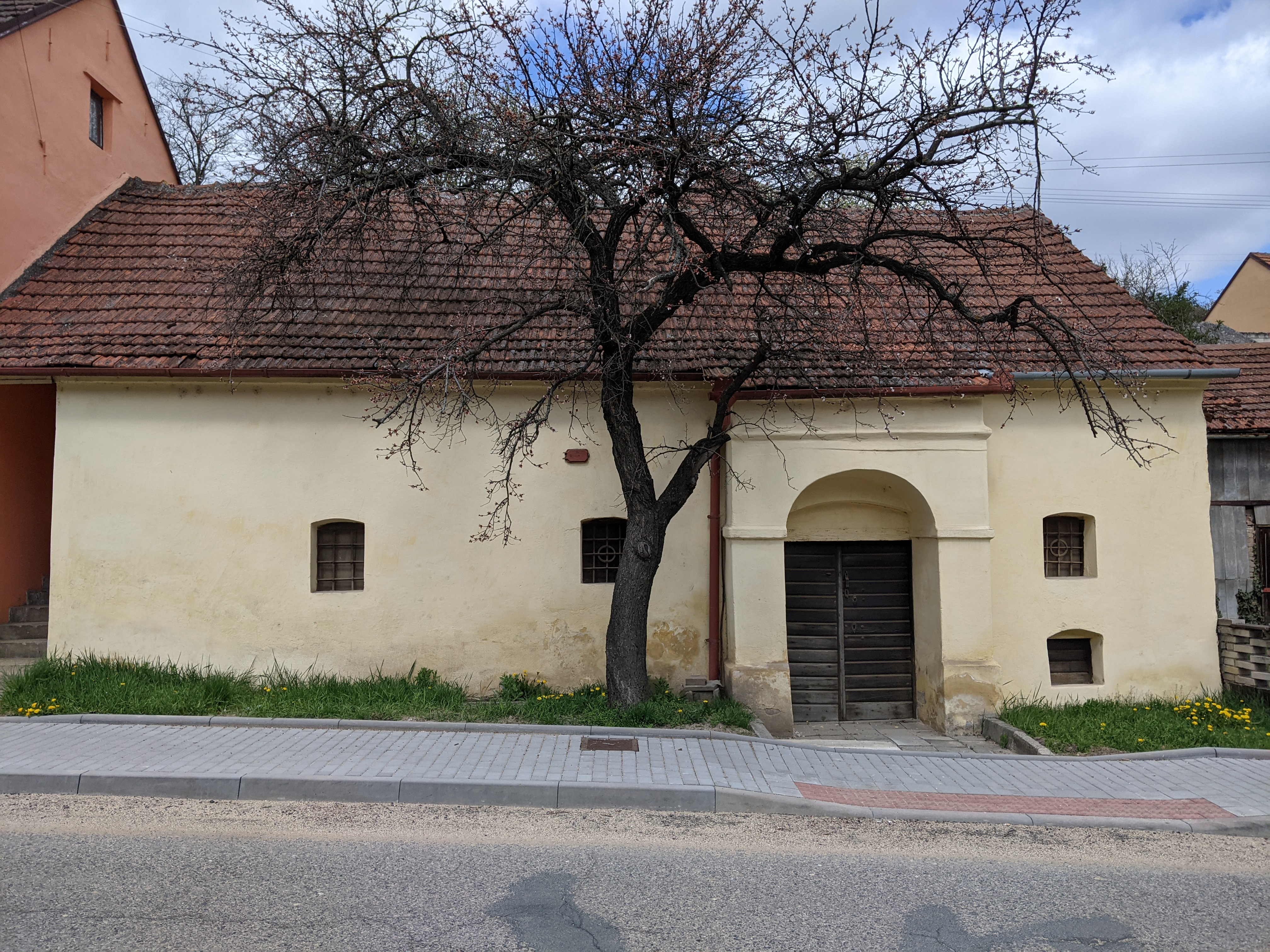
Vinný sklípek u čp. 147
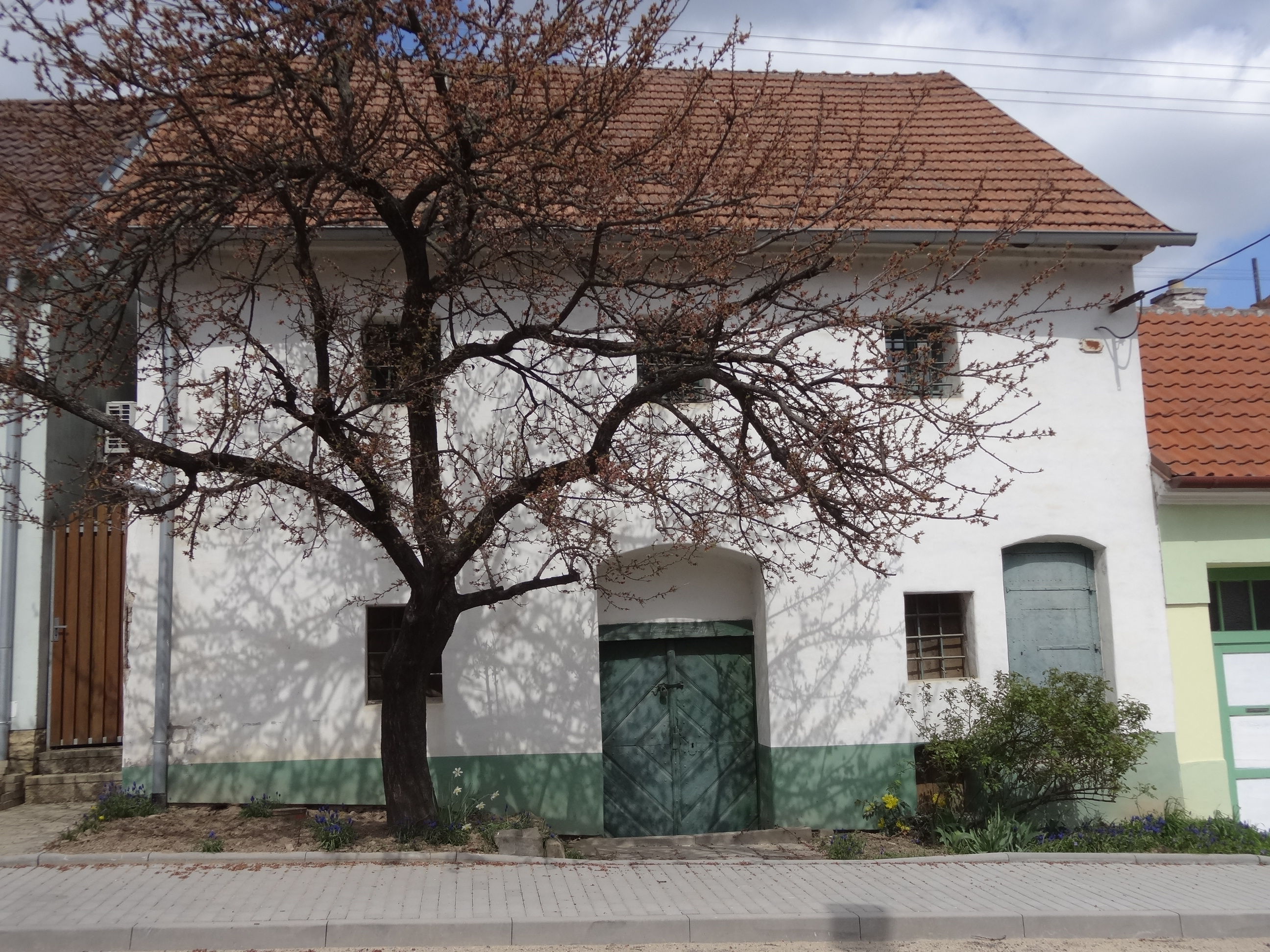
Vinný sklep u čp. 53
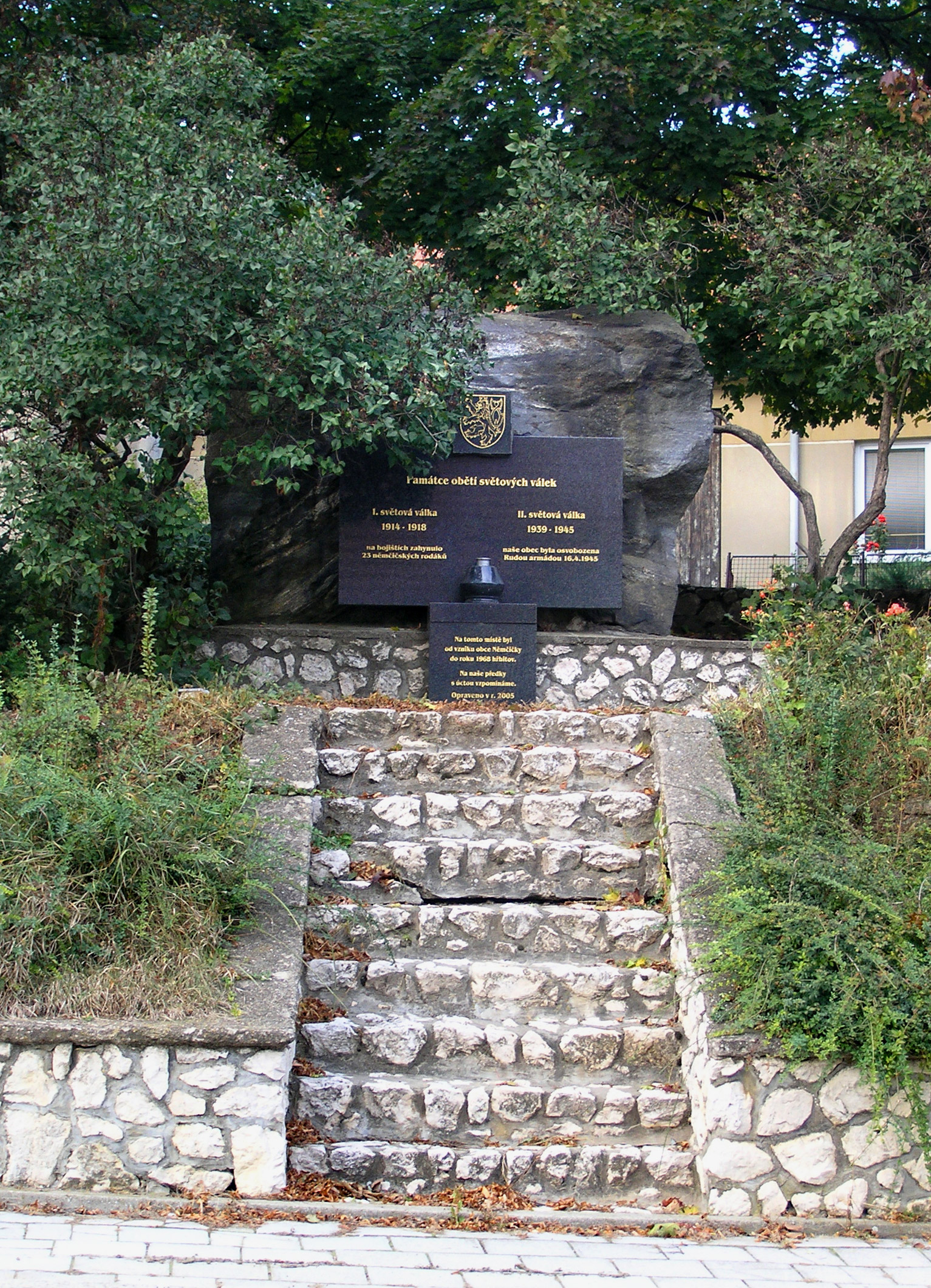
Památník na místě bývalého hřbitova
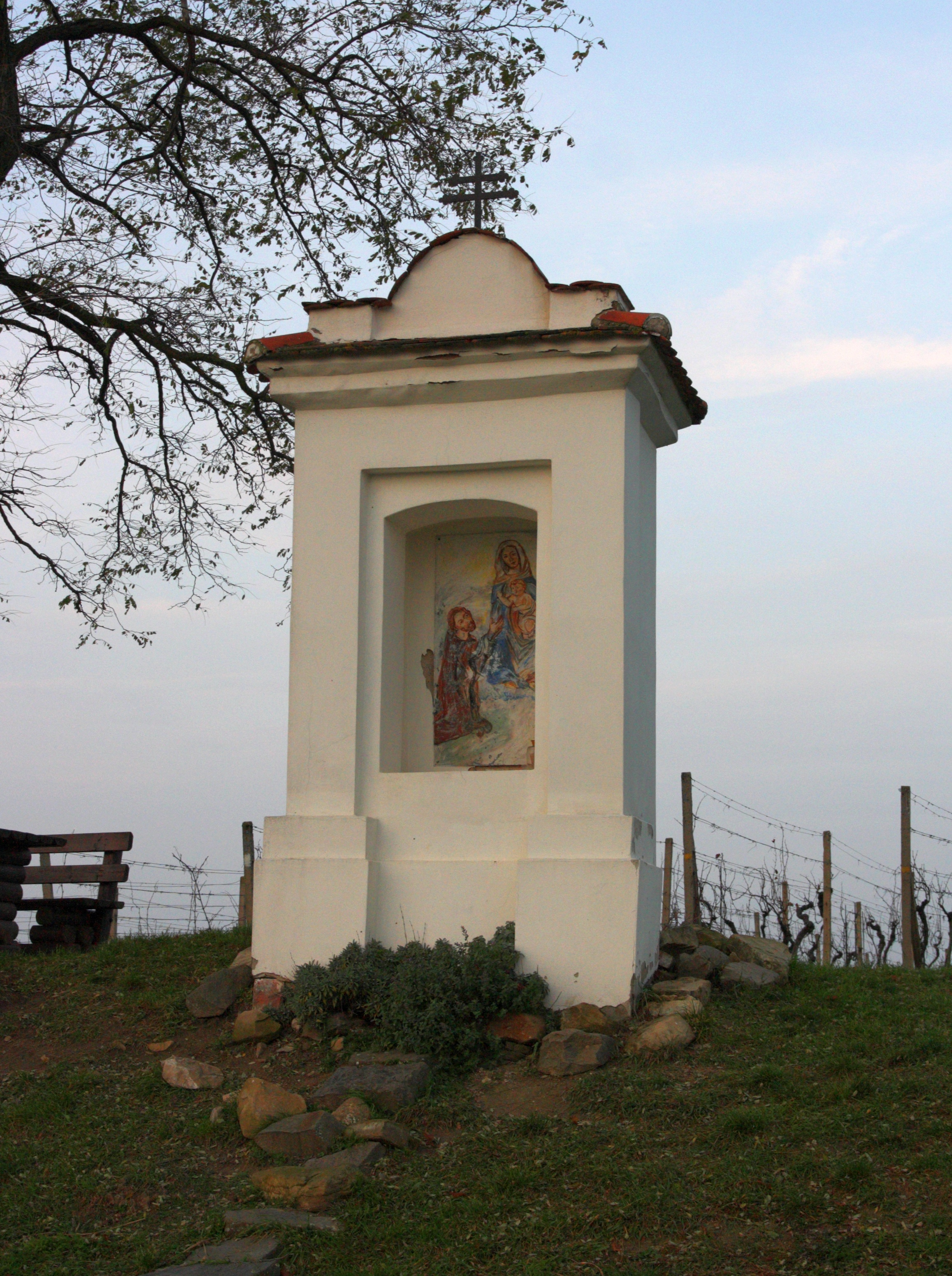
kaple svatého Antonína
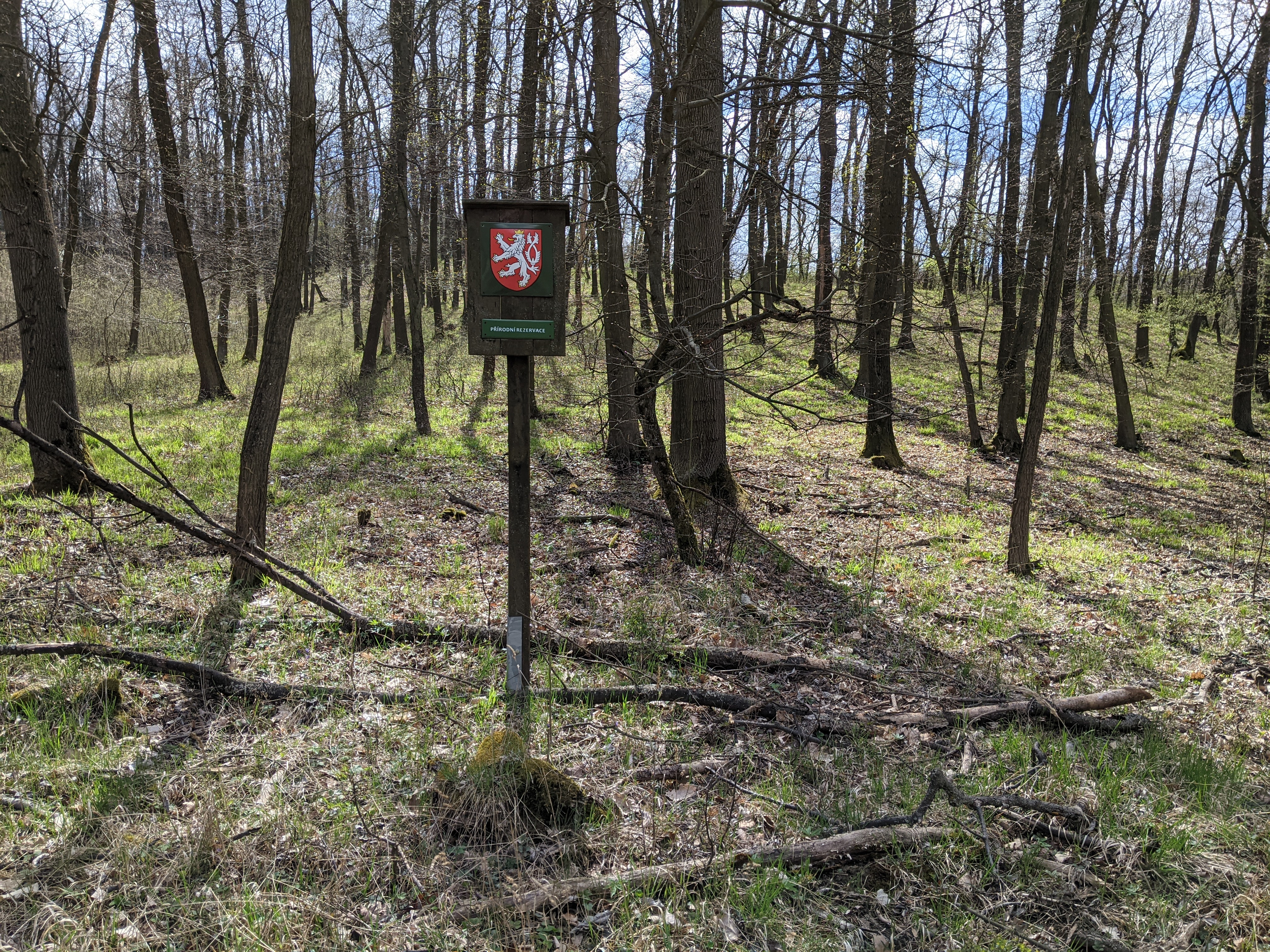
Přírodní rezervace Nosperk